# Ющенко, Игорь Николаевич
Игорь Николаевич Ющенко (9 марта 1969, Химки, Московская область, СССР) — советский и российский футболист, российский футбольный тренер.

## Карьера игрока
Воспитанник СДЮШОР «Динамо» Москва. Профессиональную карьеру начал в 1986 году в московском «Динамо». Играл за молодёжный состав и фарм-клуб «Динамо-2», выступавший во второй лиге чемпионата СССР. Сезон 1990-го года отыграл за московский «Локомотив» в первой лиге. В 1991—1992 играл за «Локомотив» Нижний Новгород в первой и высшей лигах России. Затем выступал за новороссийский «Черноморец», в то время носивший название «Гекрис». С 1996 года и до завершения карьеры игрока в 2001 выступал за «Химки».

## Карьера тренера
С 2001 года работал в тренерском штабе «Химок». Как игрок и тренер «Химок» прошёл с клубом путь от любителей до Премьер-лиги. Был старшим тренером команды при Владимире Казачёнке, которая вышла в Премьер-лигу в сезоне 2006. Был и. о. главного тренера «Химок» летом чемпионата 2007, подменял заболевшего Владимира Казачёнка. Старший тренер при Славолюбе Муслине. Весной чемпионата 2008, после отставки Славолюба Муслина временно и. о. главного тренера до назначения Сергея Юрана. После завершения сезона 2008 вместе с Юраном покинул подмосковный клуб. В дальнейшем работал ассистентом Юрана в клубах, где тот был главным тренером — казахстанском «Локомотиве» (Астана), азербайджанском «Симурге»,  новосибирской «Сибири» и калининградской «Балтике», красногорском «Зорком».
В феврале 2020 года вернулся вместе с Сергеем Юраном в «Химки», занимал должность тренера-аналитика. С 2021 года — главный тренер «Химок-М». 25 октября 2021 года был назначен исполняющим обязанности главного тренера основной команды после отставки Игоря Черевченко. Затем тренировал команду-участницу молодёжной лиги «Химки U-19», а 18 октября 2022 года стал главным тренером красногорского «Зоркого».